# Конрад Горнунг
Конрад Горнунг (нім. Konrad Hornung; 16 листопада 1877, Еггенбург — 3 червня 1964, Відень) — австро-угорський, австрійський і німецький офіцер, дипломований інженер, бригадефюрер СС і генерал-майор вермахту.

## Біографія
Син пекаря. Після закінчення школи вступив у австро-угорську армію. В серпні 1898 року закінчив кадетське артилерійське училище у Відні. Учасник Першої світової війни, після закінчення якої продовжив службу в австрійській армії. 31 січня 1929 року вийшов на пенсію.
В 1931 році вступив у австрійську НСДАП. В 1933 році після заборони НСДАП автоматично втратив членство в партії. Повторно вступив після аншлюсу (партійний квиток №6 150 270) і очолив віденський відділ Союзу Киффгойзера, в 1939 році очолив відділ в гау Альпенланд. 30 березня 1939 року переданий в розпорядження вермахту. 20 квітня 1939 року вступив у СС (посвідчення №323 044). В квітні 1944 року призначений начальником штабу оберабшніту СС Альпенланд і одержав право на носіння форми генерал-майора військ СС. Після Другої світової війни постав перед австрійським судом за звинуваченням у доносі, проте був виправданий.

## Звання
- Генерал-майор австрійської армії (29 листопада 1926)
- Генерал-майор до розпорядження вермахту (30 березня 1939)
- Штандартенфюрер СС (20 квітня 1939)
- Оберфюрер СС (10 вересня 1939)
- Бригадефюрер СС (20 квітня 1943)

## Нагороди
- Ювілейна пам'ятна медаль 1898
- Ювілейний хрест
- Медаль «За військові заслуги» (Австро-Угорщина)
  - бронзова
  - срібна з мечами
- Орден Залізної Корони 3-го класу з військовою відзнакою і мечами
- Хрест «За військові заслуги» (Австро-Угорщина) 3-го класу з військовою відзнакою і мечами
- Військовий Хрест Карла
- Залізний хрест 2-го класу
- Бронзова медаль «Імтияз» з шаблями (Османська імперія)
- Військова медаль (Османська імперія)
- Великий срібний почесний знак «За заслуги перед Австрійською Республікою» (17 травня 1929)
- Пам'ятна військова медаль (Австрія) з мечами
- Пам'ятна військова медаль (Угорщина) з мечами
- Медаль за участь у Європейській війні (1915—1918) з мечами (Болгарія)
- Почесний хрест ветерана війни з мечами
- Йольський свічник
- Медаль «За вислугу років у НСДАП» в бронзі (10 років)
- Хрест Воєнних заслуг 2-го класу з мечами (1945)